# Silicyne
Ne doit pas être confondu avec Silicène.
Les silicynes sont des allotropes du silicium.
- Le silicyne unidimensionnel est analogue au carbyne, un allotrope du carbone, étant une longue chaîne d'atomes de silicium (au lieu de carbone pour le carbyne)[2]. Il s'agit de silicium amorphe avec une hybridation sp des électrons de valence[3]. Le silicyne est une molécule linéaire composée uniquement d'atomes de silicium. Ces atomes peuvent être liés à chaque autre par une succession de doubles liaisons de manière similaire aux atomes de carbone des cumulènes ou par une succession de liaisons triples et simples (alternativement) de manière similaire aux atomes de carbone des polyynes[4].
- Le silicyne bidimensionnel est analogue à l'allotrope du carbone graphyne et proche de l'allotrope du silicium silicène, étant un feuillet d'atomes de silicium. Sous cette forme, les chaînes de silicyne qui relient les hexagones de silicène utilise des liaisons disilyne alternant avec des liaisons disilane, de manière analogue aux polyynes[1].